# Sociômetro
A teoria do sociômetro é uma teoria da autoestima de uma perspectiva psicológica evolucionista que propõe que a autoestima é um medidor (ou sociômetro) de relacionamentos interpessoais.
Esta perspectiva teórica foi introduzida pela primeira vez por Mark Leary e colegas em 1995   e posteriormente expandida por Kirkpatrick e Ellis.  Na pesquisa de Leary, a ideia de autoestima como um sociômetro é discutida em profundidade. Esta teoria foi criada como uma resposta a fenômenos psicológicos, ou seja, emoções sociais, comportamentos inter e intrapessoais, preconceitos egoístas e reações à rejeição. Com base nessa teoria, a autoestima é uma medida de eficácia nas relações e interações sociais que monitora a aceitação e/ou rejeição dos outros.  Com isso, a ênfase é colocada no valor relacional, que é o grau em que uma pessoa considera seu relacionamento com outra e como isso afeta a vida cotidiana. Confirmado por vários estudos e pesquisas, se uma pessoa é considerada como tendo valor relacional, ela tem mais probabilidade de ter maior autoestima.
O conceito principal da teoria do sociômetro é que o sistema de autoestima atua como um medidor para medir a qualidade dos relacionamentos atuais e futuros de um indivíduo. Além disso, essa medida de autoestima avalia esses dois tipos de relacionamento em termos de apreciação relacional. É assim que outras pessoas podem ver e valorizar os relacionamentos que mantêm com o indivíduo. Se a apreciação relacional de um indivíduo difere negativamente, ocorre uma desvalorização relacional. A desvalorização relacional existe no formato de pertencimento, com uma alteração negativa permitindo que o medidor do sociômetro destaque essas ameaças, produzindo sofrimento emocional para atuar na recuperação da apreciação relacional e no restabelecimento do equilíbrio na autoestima do indivíduo. 
De acordo com Leary, há cinco grupos principais associados ao valor relacional que são classificados como aqueles que proporcionam o maior impacto em um indivíduo. Eles são: 1) nível macro, ou seja, comunidades, 2) coalizões instrumentais, ou seja, equipes, comitês, 3) relações amorosas, 4) relações de parentesco e 5) amizades.
Cameron e Stinson revisaram ainda mais a definição da teoria do sociômetro,  destacando duas construções principais do conceito:
1. Experiências específicas de aceitação e rejeição social são internalizadas para formar uma representação do próprio valor e do esforço que está sendo contribuído como parceiro social.
2. Quanto maior a autoestima de uma pessoa, mais ela será percebida como alguém valorizado pelos outros. Indivíduos com baixa autoestima questionam seu valor como parceiros sociais, muitas vezes permitindo que suas inseguranças subsequentes sejam transferidas para relacionamentos futuros.